# Children of Dune
Children of Dune là một cuốn tiểu thuyết khoa học viễn tưởng năm 1976 của Frank Herbert. Ban đầu được xuất bản nhiều kỳ trên tạp chí Analog Science Fiction and Fact năm 1976, đây cuốn thứ ba trong loạt sáu cuốn tiểu thuyết về Dune và là cuốn tiểu thuyết Dune cuối cùng được xuất bản nhiều kỳ trước khi xuất bản sách.